# Bia (rzeka)
Bia – rzeka w Afryce zachodniej, wypływa 40 km na zachód od Sunyani w zachodniej Ghanie. Po wpłynięciu do Wybrzeża Kości Słoniowej płynie na południe do laguny Aby i wpada do Atlantyku. Na rzece w okolicy Ayame w latach 1959 i 1965 zbudowano dwie elektrownie wodne dostarczające energię elektryczną do Abidżanu i południowo-wschodniej części Wybrzeża Kości Słoniowej. W miejscu tym powstało sztuczne jezioro Ayame.